# Persone di cognome Johnson
| Questa pagina contiene informazioni ricavate automaticamente dalle voci biografiche con l'ausilio del template Bio e di un bot. L'aggiornamento è periodico e automatico e ricostruisce completamente la pagina. Se manca una persona in questa lista, sei pregato di non aggiungerla, ma accertati piuttosto che la sua voce biografica contenga il template Bio e che i dati anagrafici siano correttamente compilati. Se il template Bio manca, inseriscilo tu stesso o, in alternativa, metti l'avviso {{tmp\|Bio}} che ne segnala la mancanza. Se i dati riportati sono sbagliati, correggi direttamente la voce biografica; le modifiche saranno visibili in questa lista entro pochi giorni. Per chiarimenti vedi il progetto antroponimi. La lista contiene solo le 646 persone che sono citate nell'enciclopedia e per le quali è stato implementato correttamente il template Bio. Pagina aggiornata al 7 ago 2025. |

Questa è una lista di persone presenti nell'enciclopedia che hanno il cognome Johnson, suddivise per attività principale.

## Allenatori di calcio(5)
- Colin Johnson, allenatore di calcio e ex calciatore anguillano (Anguilla, n. 1964)
- Gary Johnson, allenatore di calcio e ex calciatore inglese (Londra, n. 1955)
- Lee David Johnson, allenatore di calcio e ex calciatore inglese (Newmarket, n. 1981)
- Michael Johnson, allenatore di calcio, dirigente sportivo e ex calciatore giamaicano (Nottingham, n. 1973)
- Roger Johnson, allenatore di calcio e ex calciatore inglese (Ashford, n. 1983)

## Allenatori di football americano(2)
- Ben Johnson, allenatore di football americano statunitense (Charleston, n. 1986)
- Jimmy Johnson, allenatore di football americano statunitense (Port Arthur, n. 1943)

## Allenatori di hockey su ghiaccio(1)
- Mark Johnson, allenatore di hockey su ghiaccio e ex hockeista su ghiaccio statunitense (Minneapolis, n. 1957)

## Allenatori di sci alpino(1)
- Justin Johnson, allenatore di sci alpino, ex sciatore alpino e ex sciatore freestyle statunitense (n. 1977)

## Altisti(1)
- Cornelius Johnson, altista statunitense (Los Angeles, n. 1913 - San Francisco, † 1946)

## Animatori(1)
- Mike Johnson, animatore e regista statunitense (Austin)

## Architetti(1)
- Philip Johnson, architetto statunitense (Cleveland, n. 1906 - New Canaan, † 2005)

## Arcieri(1)
- Butch Johnson, arciere statunitense (Worcester, n. 1955 - Woodstock, † 2024)

## Artisti(1)
- Ray Johnson, artista statunitense (Detroit, n. 1927 - Sag Harbor, † 1995)

## Artisti marziali misti(3)
- Anthony Johnson, artista marziale misto statunitense (Dublin, n. 1984 - † 2022)
- Demetrious Johnson, ex artista marziale misto statunitense (Madisonville, n. 1986)
- Michael Johnson, artista marziale misto statunitense (St. Louis, n. 1986)

## Astiste(1)
- Chelsea Johnson, astista statunitense (Atascadero, n. 1983)

## Astisti(2)
- Jan Johnson, astista statunitense (Hammond, n. 1950 - Atascadero, † 2025)
- Lawrence Johnson, ex astista statunitense (Norfolk, n. 1974)

## Astronauti(2)
- Gregory Harold Johnson, ex astronauta e ufficiale statunitense (South Ruislip, n. 1962)
- Gregory Johnson, ex astronauta statunitense (Seattle, n. 1954)

## Astronomi(2)
- Ernest Leonard Johnson, astronomo sudafricano (Bloemfontein, n. 1891)
- Michael L. Johnson, astronomo statunitense

## Attiviste(1)
- Marsha P. Johnson, attivista statunitense (Elizabeth, n. 1945 - New York, † 1992)

## Attivisti(1)
- Nkosi Johnson, attivista sudafricano (n. 1989 - † 2001)

## Attori(36)
- Arch Johnson, attore statunitense (Minneapolis, n. 1922 - Snow Hill, † 1997)
- Arte Johnson, attore statunitense (Benton Harbor, n. 1929 - Los Angeles, † 2019)
- Arthur V. Johnson, attore e regista statunitense (Cincinnati, n. 1876 - Filadelfia, † 1916)
- Bart Johnson, attore statunitense (Hollywood, n. 1970)
- Ben Johnson, attore statunitense (Foraker, n. 1918 - Mesa, † 1996)
- Bill Johnson, attore statunitense (Austin, n. 1951)
- Brad Johnson, attore statunitense (Tucson, n. 1959 - Fort Worth, † 2022)
- Bryce Johnson, attore statunitense (Reno, n. 1977)
- Cameron Johnson, attore statunitense (Maurice, n. 1999)
- Camrus Johnson, attore statunitense (Kingsland, n. 1994)
- Chris J. Johnson, attore statunitense (Stoneham, n. 1977)
- Chubby Johnson, attore statunitense (Terre Haute, n. 1903 - Hollywood, † 1974)
- Clark Johnson, attore e regista statunitense (Filadelfia, n. 1954)
- Corey Johnson, attore statunitense (New Orleans, n. 1961)
- Don Johnson, attore, cantante e produttore televisivo statunitense (Flat Creek, n. 1949)
- Dwayne Johnson, attore, produttore cinematografico e wrestler statunitense (Hayward, n. 1972)
- Emory Johnson, attore e regista statunitense (San Francisco, n. 1894 - San Mateo, † 1960)
- Eric Johnson, attore canadese (Edmonton, n. 1979)
- Hall Johnson, attore e cantante statunitense (Athens, n. 1888 - † 1970)
- Hassan Johnson, attore statunitense (Staten Island, n. 1977)
- Jack Johnson, attore statunitense (Los Angeles, n. 1987)
- Jay Kenneth Johnson, attore statunitense (Springfield, n. 1977)
- Karl Johnson, attore britannico (n. 1948)
- Keean Johnson, attore statunitense (Colorado, n. 1996)
- Kelly Johnson, attore neozelandese
- Kenny Johnson, attore statunitense (New Haven, n. 1963)
- Lamar Johnson, attore canadese (Toronto)
- Matt Johnson, attore e regista canadese (Toronto, n. 1985)
- Noble Johnson, attore statunitense (Marshall, n. 1881 - Yucaipa, † 1978)
- Ray William Johnson, attore, comico e youtuber statunitense (Oklahoma City, n. 1981)
- Richard Johnson, attore, sceneggiatore e produttore cinematografico britannico (Londra, n. 1927 - Londra, † 2015)
- Buster Johnson, attore statunitense (Brooklyn, n. 1908 - † 1969)
- Russell Johnson, attore statunitense (Ashley, n. 1924 - Bainbridge Island, † 2014)
- Shane Johnson, attore statunitense (n. 1976)
- Tefft Johnson, attore, regista e sceneggiatore statunitense (Washington, n. 1883 - Washington, † 1956)
- Tor Johnson, attore e wrestler svedese (Kalmar, n. 1903 - San Fernando, † 1971)

## Attori teatrali(1)
- Orrin Johnson, attore teatrale statunitense (Louisville, n. 1865 - Neenah, † 1943)

## Attrici(20)
- Diahann Carroll, attrice e cantante statunitense (Bronx, n. 1935 - West Hollywood, † 2019)
- Whoopi Goldberg, attrice e conduttrice televisiva statunitense (New York, n. 1955)
- Adrienne-Joi Johnson, attrice e coreografa statunitense (Orange, n. 1963)
- Amy Jo Johnson, attrice, regista e musicista statunitense (Capo Cod, n. 1970)
- Anne-Marie Johnson, attrice statunitense (Los Angeles, n. 1960)
- Ashley Johnson, attrice e doppiatrice statunitense (Camarillo, n. 1983)
- Celia Johnson, attrice britannica (Londra, n. 1908 - Nettlebed, † 1982)
- Dakota Johnson, attrice e modella statunitense (Austin, n. 1989)
- Edith Johnson, attrice statunitense (Rochester, n. 1894 - Los Angeles, † 1969)
- Haylie Johnson, attrice statunitense (Thousand Oaks, n. 1980)
- Joanna Johnson, attrice, sceneggiatrice e produttrice cinematografica statunitense (Phoenix, n. 1961)
- Katie Johnson, attrice britannica (Clayton, n. 1878 - Londra, † 1957)
- Kay Johnson, attrice statunitense (Mount Vernon, n. 1904 - Waterford, † 1975)
- Laraine Day, attrice statunitense (Roosevelt, n. 1920 - Ivins, † 2007)
- Laura Johnson, attrice statunitense (Burbank, n. 1957)
- Lynn-Holly Johnson, attrice e ex pattinatrice artistica su ghiaccio statunitense (Chicago, n. 1958)
- Meg Johnson, attrice e cantante britannica (Manchester, n. 1936 - Lancashire, † 2023)
- Michelle Johnson, attrice e ex modella statunitense (Anchorage, n. 1965)
- Rita Johnson, attrice statunitense (Worcester, n. 1913 - Hollywood, † 1965)
- Susan Johnson, attrice statunitense (Columbus, n. 1927 - Sacramento, † 2003)

## Aviatrici(1)
- Amy Johnson, aviatrice britannica (Kingston upon Hull, n. 1903 - estuario del Tamigi, † 1941)

## Avvocate(1)
- Victoria Starmer, avvocato britannica (Londra, n. 1973)

## Bassisti(5)
- Alphonso Johnson, bassista statunitense (Filadelfia, n. 1951)
- Jimmy Johnson, bassista statunitense (Los Angeles, n. 1956)
- Louis Johnson, bassista e produttore discografico statunitense (Los Angeles, n. 1955 - Las Vegas, † 2015)
- Mike Johnson, bassista e cantautore statunitense (Grants Pass, n. 1965)
- Paul Johnson, bassista britannico (Sheffield, n. 1952)

## Batteristi(1)
- Osie Johnson, batterista, cantante e compositore statunitense (Washington, n. 1923 - New York, † 1966)

## Bobbisti(1)
- Lloyd Johnson, ex bobbista statunitense

## Calciatrici(1)
- Estelle Johnson, ex calciatrice camerunese (Maroua, n. 1988)

## Cantanti(18)
- Jessi Colter, cantante statunitense (Phoenix, n. 1943)
- Blind Willie Johnson, cantante e chitarrista statunitense (Brenham, n. 1897 - Beaumont, † 1945)
- Andreas Johnson, cantante, musicista e paroliere svedese (Bjärred, n. 1970)
- Brian Johnson, cantante britannico (Dunston, n. 1947)
- Cynthia Johnson, cantante, cantautrice e sassofonista statunitense (Saint Paul, n. 1956)
- George W. Johnson, cantante statunitense (Virginia, n. 1846 - New York, † 1914)
- Jamey Johnson, cantante statunitense (Enterprise, n. 1975)
- Jill Johnson, cantante svedese (Ängelholm, n. 1973)
- Jimmy Johnson, cantante, chitarrista e musicista statunitense (Holly Springs, n. 1928 - Chicago, † 2022)
- Linton Kwesi Johnson, cantante e poeta giamaicano (Chapelton, n. 1952)
- Lonnie Johnson, cantante e chitarrista statunitense (New Orleans, n. 1899 - Toronto, † 1970)
- Mia Martina, cantante e cantautrice canadese (Saint-Ignace, n. 1985)
- Orlando Johnson, cantante statunitense (Winston-Salem, n. 1953)
- Ralph Johnson, cantante, compositore e musicista statunitense (Los Angeles, n. 1951)
- Syleena Johnson, cantante statunitense (Harvey, n. 1976)
- Musiq Soulchild, cantante statunitense (Filadelfia, n. 1977)
- Holly Johnson, cantante, scrittore e artista britannico (Liverpool, n. 1960)
- Wess, cantante e bassista statunitense (Winston-Salem, n. 1945 - Winston-Salem, † 2009)

## Cantautori(6)
- Rick James, cantautore, musicista e produttore discografico statunitense (Buffalo, n. 1948 - Burbank, † 2004)
- Robert Johnson, cantautore e chitarrista statunitense (Hazlehurst, n. 1911 - Greenwood, † 1938)
- Cody Johnson, cantautore e cantante statunitense (Huntsville, Texas, n. 1987)
- Jack Johnson, cantautore e surfista statunitense (North Shore, n. 1975)
- Martin Johnson, cantautore e produttore discografico statunitense (Andover, n. 1985)
- Wilko Johnson, cantautore, chitarrista e attore britannico (Canvey Island, n. 1947 - Westcliff-on-Sea, † 2022)

## Cantautrici(5)
- Carolyn Dawn Johnson, cantautrice canadese (Grande Prairie, n. 1971)
- Christine Joan Johnson, cantautrice giamaicana (Kingston, n. 1963)
- Le'Andria Johnson, cantautrice statunitense (Palatka, n. 1983)
- Louisa Johnson, cantautrice britannica (Thurrock, n. 1998)
- Meshell Ndegeocello, cantautrice, rapper e bassista statunitense (Berlino, n. 1969)

## Cavallerizze(1)
- Sonja Johnson, cavallerizza australiana (Albany, n. 1967)

## Cestiste(13)
- Adrienne Johnson, ex cestista statunitense (Lafayette, n. 1989)
- Angie Johnson, ex cestista canadese (Preston, n. 1952)
- Nikki Johnson, ex cestista canadese (Niagara Falls, n. 1975)
- Adrienne Johnson, ex cestista statunitense (Louisville, n. 1974)
- Glory Johnson, ex cestista statunitense (Colorado Springs, n. 1990)
- LaTonya Johnson, ex cestista statunitense (Winchester, n. 1975)
- Leslie Johnson, ex cestista statunitense (Fort Wayne, n. 1975)
- Niesa Johnson, ex cestista statunitense (Chicago, n. 1973)
- Shannon Johnson, ex cestista e allenatrice di pallacanestro statunitense (Hartsville, n. 1974)
- Shenise Johnson, ex cestista statunitense (Rochester, n. 1990)
- Temeka Johnson, ex cestista statunitense (New Orleans, n. 1982)
- Tiffani Johnson, ex cestista statunitense (Charlotte, n. 1975)
- Vickie Johnson, ex cestista e allenatrice di pallacanestro statunitense (Coushatta, n. 1972)

## Chitarriste(1)
- Kelly Johnson, chitarrista inglese (Londra, n. 1958 - Londra, † 2007)

## Chitarristi(4)
- Calvin Johnson, chitarrista e cantautore statunitense (Olympia, n. 1962)
- Damon Johnson, chitarrista e compositore statunitense (Macon, n. 1964)
- Eric Johnson, chitarrista, cantante e compositore statunitense (Austin, n. 1954)
- Willie Johnson, chitarrista statunitense (Senatobia, n. 1923 - Chicago, † 1995)

## Compositori(5)
- Charles Leslie Johnson, compositore statunitense (Kansas City, n. 1876 - Kansas City, † 1950)
- James P. Johnson, compositore e pianista statunitense (New Brunswick, n. 1894 - New York, † 1955)
- John Johnson, compositore inglese († 1594)
- J. Rosamond Johnson, compositore e cantante statunitense (Jacksonville, n. 1873 - New York, † 1954)
- Robert Johnson, compositore inglese († 1634)

## Contrabbassisti(1)
- Marc Johnson, contrabbassista e compositore statunitense (Omaha, n. 1953)

## Coreografi(1)
- Alan Johnson, coreografo e regista statunitense (Ridley Park, n. 1937 - Los Angeles, † 2018)

## Criminali(2)
- Albert Johnson, criminale canadese (Eagle River, † 1932)
- Jack Johnson, criminale statunitense

## Critici letterari(1)
- Samuel Johnson, critico letterario, poeta e saggista britannico (Lichfield, n. 1709 - Londra, † 1784)

## Danzatori(1)
- Nicholas Johnson, danzatore e attore inglese (Londra, n. 1947 - † 2007)

## Danzatrici(1)
- Lydia Johnson, danzatrice, cantante e attrice russa (Rostov Velikij, n. 1896 - Napoli, † 1969)

## Designer(1)
- Jervis Johnson, designer inglese (Londra, n. 1959)

## Direttori della fotografia(2)
- Hugh Johnson, direttore della fotografia irlandese (Navan, n. 1946 - Los Angeles, † 2015)
- Shelly Johnson, direttore della fotografia statunitense (Santa Rosa, n. 1960)

## Direttrici d'orchestra(1)
- Jeri Lynne Johnson, direttrice d'orchestra, compositrice e pianista statunitense (Shreveport, n. 1972)

## Dirigenti sportivi(1)
- Ban Johnson, dirigente sportivo statunitense (Norwalk, n. 1864 - St. Louis, † 1931)

## Disc jockey(1)
- Paul Johnson, disc jockey e produttore discografico statunitense (Chicago, n. 1971 - Evergreen Park, † 2021)

## Doppiatori(1)
- George Johnson, doppiatore statunitense (Woodland Hills, n. 1898 - Manhattan, † 1961)

## Drammaturghi(1)
- Samuel Johnson, drammaturgo inglese (Cheshire, n. 1691 - Gawsworth, † 1773)

## Economisti(3)
- Alvin Saunders Johnson, economista statunitense (Homer, n. 1874 - Upper Nyack, † 1971)
- Edgar Augustus Jerome Johnson, economista statunitense (n. 1900 - † 1972)
- Simon Johnson, economista britannico (Sheffield, n. 1963)

## Fisici(1)
- Clifford Johnson, fisico britannico (Londra, n. 1968)

## Generali(3)
- George Johnson, generale britannico (Walton, n. 1903 - Walton, † 1980)
- Leon William Johnson, generale e aviatore statunitense (Columbia, n. 1904 - Fairfax, † 1997)
- William Johnson, generale e politico irlandese (Meath, n. 1715 - Johnstown, † 1774)

## Ginnaste(1)
- Shawn Johnson, ex ginnasta statunitense (Des Moines, n. 1992)

## Ginnasti(1)
- Sven Johnson, ginnasta svedese (Norrköping, n. 1899 - Skärblacka, † 1986)

## Giocatori di baseball(6)
- Brian Johnson, giocatore di baseball statunitense (Lakeland, n. 1990)
- Jim Johnson, giocatore di baseball statunitense (Johnson City, n. 1983)
- Randy Johnson, ex giocatore di baseball statunitense (Walnut Creek, n. 1963)
- Steve Johnson, giocatore di baseball statunitense (Baltimora, n. 1987)
- Walter Johnson, giocatore di baseball e allenatore di baseball statunitense (Humboldt, n. 1887 - Washington, † 1946)
- Judy Johnson, giocatore di baseball statunitense (Snow Hill, n. 1899 - Wilmington, † 1989)

## Giocatori di lacrosse(1)
- Wilfrid Johnson, giocatore di lacrosse britannico (Londra, n. 1885 - Nilton, † 1960)

## Giocatori di snooker(1)
- Joe Johnson, giocatore di snooker inglese (Bradford, n. 1952)

## Giocatrici di poker(1)
- Linda Johnson, giocatrice di poker statunitense (n. 1953)

## Giornaliste(1)
- Rachel Johnson, giornalista, conduttrice televisiva e scrittrice britannica (Londra, n. 1965)

## Giornalisti(2)
- Daniel Johnson, giornalista britannico (n. 1957)
- Steven Berlin Johnson, giornalista e scrittore statunitense (n. 1968)

## Golfisti(2)
- Dustin Johnson, golfista statunitense (Columbia, n. 1984)
- Zach Johnson, golfista statunitense (Iowa City, n. 1976)

## Hockeisti su ghiaccio(5)
- Jim Johnson, hockeista su ghiaccio canadese (Winnipeg, n. 1942 - Winnipeg, † 2021)
- Adam Johnson, hockeista su ghiaccio statunitense (Grand Rapids, n. 1994 - Sheffield, † 2023)
- Erik Johnson, hockeista su ghiaccio statunitense (Bloomington, n. 1988)
- Jack Johnson, hockeista su ghiaccio statunitense (Indianapolis, n. 1987)
- Trevor Johnson, ex hockeista su ghiaccio canadese (Trail, n. 1982)

## Imprenditori(1)
- Christopher Johnson, imprenditore e dirigente sportivo statunitense (New Brunswick, n. 1959 - † 2017)

## Informatici(3)
- David S. Johnson, informatico statunitense (Washington, n. 1945 - † 2016)
- Ralph Johnson, informatico statunitense (n. 1955)
- Stephen C. Johnson, informatico statunitense (n. 1944)

## Ingegneri(1)
- Clarence Johnson, ingegnere statunitense (Ishpeming, n. 1910 - Los Angeles, † 1990)

## Insegnanti(1)
- Francis Johnson, docente e musicista statunitense (Filadelfia, n. 1792 - Filadelfia, † 1844)

## Lottatori(1)
- Charley Johnson, lottatore statunitense (Göteborg, n. 1887 - Los Angeles, † 1967)

## Lunghiste(1)
- Jade Johnson, ex lunghista britannica (Londra, n. 1980)

## Lunghisti(1)
- Carl Johnson, lunghista statunitense (Genesee, n. 1898 - Detroit, † 1932)

## Mafiosi(2)
- Bumpy Johnson, mafioso statunitense (Charleston, n. 1905 - Harlem, † 1968)
- Wilfred Johnson, mafioso statunitense (New York, n. 1935 - New York, † 1988)

## Marciatori(1)
- Tebbs Lloyd Johnson, marciatore britannico (Melton Mowbray, n. 1900 - Coventry, † 1984)

## Martellisti(1)
- Albert Johnson, martellista e pesista statunitense (Stoughton, n. 1880 - Sioux Falls, † 1963)

## Matematiche(1)
- Katherine Johnson, matematica, informatica e fisica statunitense (White Sulphur Springs, n. 1918 - Newport News, † 2020)

## Matematici(1)
- Norman Johnson, matematico statunitense (Chicago, n. 1930 - Seekonk, † 2017)

## Mezzofondisti(3)
- Earl Johnson, mezzofondista statunitense (Woodstock, n. 1891 - Pittsburgh, † 1965)
- Derek Johnson, mezzofondista e velocista britannico (Chigwell, n. 1933 - † 2004)
- Weldon Johnson, ex mezzofondista statunitense (Dallas, n. 1973)

## Militari(6)
- Calvin R. Johnson, militare e politico statunitense (Foxborough, n. 1822 - Black River Falls, † 1897)
- Henry Johnson, militare statunitense (Boydton, n. 1850 - † 1904)
- Hugh S. Johnson, ufficiale statunitense (Fort Scott, n. 1882 - Washington, † 1942)
- John Johnson, militare britannico († 1723)
- Mangiafegato Johnson, militare statunitense († 1900)
- Robert Johnson, militare e aviatore statunitense (Lawton, n. 1920 - Tulsa, † 1998)

## Modelle(2)
- Bobbi Johnson, modella statunitense (Alexandria, n. 1945)
- Beverly Johnson, supermodella e attrice statunitense (Buffalo, n. 1952)

## Multiplisti(2)
- David Allen Johnson, ex multiplista statunitense (Missoula, n. 1963)
- Rafer Johnson, multiplista e attore statunitense (Hillsboro, n. 1934 - Sherman Oaks, † 2020)

## Musicisti(3)
- Big Jack Johnson, musicista statunitense (Lambert, n. 1940 - Memphis, † 2011)
- Howard Johnson, musicista, polistrumentista e attore statunitense (Montgomery, n. 1941 - New York, † 2021)
- Nathan Johnson, musicista e compositore statunitense (Washington, n. 1976)

## Nuotatrici(3)
- Emma Johnson, ex nuotatrice australiana (Sydney, n. 1980)
- Jenna Johnson, ex nuotatrice statunitense (n. 1967)
- Moesha Johnson, nuotatrice australiana (Tweed Heads, n. 1997)

## Ostacolisti(1)
- Allen Johnson, ex ostacolista statunitense (Washington, n. 1971)

## Pallanuotiste(1)
- Ashleigh Johnson, pallanuotista statunitense (Miami, n. 1994)

## Pallanuotisti(1)
- Ian Johnson, pallanuotista britannico (Motherwell, n. 1930 - Motherwell, † 2001)

## Pallavoliste(4)
- Erin Johnson, pallavolista statunitense (Crystal Lake, n. 1990)
- Janisa Johnson, pallavolista e giocatrice di beach volley statunitense (Long Beach, n. 1991 - Long Beach, † 2024)
- Naomi Johnson, ex pallavolista statunitense (n. 1989)
- Willow Johnson, pallavolista statunitense (Paradise Valley, n. 1998)

## Pallavolisti(2)
- Kristopher Johnson, pallavolista statunitense (n. 1990)
- Miles Johnson, pallavolista statunitense (Carlsbad, n. 1994)

## Pattinatori artistici su ghiaccio(1)
- James H. Johnson, pattinatore artistico su ghiaccio britannico (n. 1874 - Paddington, † 1921)

## Pianisti(3)
- Buddy Johnson, pianista e compositore statunitense (Darlington, n. 1915 - New York, † 1977)
- Johnnie Johnson, pianista statunitense (Fairmont, n. 1924 - Saint Louis, † 2005)
- Pete Johnson, pianista statunitense (Kansas City, n. 1904 - Buffalo, † 1967)

## Piloti automobilistici(2)
- Jimmie Johnson, pilota automobilistico statunitense (El Cajon, n. 1975)
- Leslie Johnson, pilota automobilistico britannico (Walthamstow, n. 1912 - Foxcote, † 1959)

## Pistard(3)
- Ernest Johnson, pistard britannico (Putney, n. 1912 - Kingsbridge, † 1997)
- Thomas Johnson, pistard britannico (Fulham, n. 1886 - † 1966)
- Victor Johnson, pistard britannico (Birmingham, n. 1883 - Birmingham, † 1951)

## Pittori(1)
- David Johnson, pittore statunitense (New York, n. 1827 - Walden, † 1908)

## Poetesse(2)
- Georgia Douglas Johnson, poetessa, drammaturga e commediografa statunitense (Atlanta, n. 1880 - Washington, † 1966)
- Meg Johnson, poetessa statunitense (Ames)

## Politiche(3)
- Eddie Bernice Johnson, politica e infermiera statunitense (Waco, n. 1935 - Dallas, † 2023)
- Julie Johnson, politica statunitense (Kansas City, n. 1966)
- Nancy Johnson, politica statunitense (Chicago, n. 1935)

## Politici(32)
- Alan Johnson, politico britannico (Paddington, n. 1950)
- Boris Johnson, politico, giornalista e scrittore britannico (New York, n. 1964)
- Andrew Johnson, politico e militare statunitense (Raleigh, n. 1808 - Elizabethton, † 1875)
- Bill Johnson, politico e militare statunitense (Roseboro, n. 1954)
- Brandon Johnson, politico e docente statunitense (Elgin, n. 1976)
- Cave Johnson, politico statunitense (n. 1793 - Clarksville, † 1866)
- Dusty Johnson, politico statunitense (Pierre, n. 1976)
- Enoch L. Johnson, politico e criminale statunitense (Galloway, n. 1883 - Northfield, † 1968)
- Gary Johnson, politico statunitense (Minot, n. 1953)
- Hank Johnson, politico e avvocato statunitense (Washington, n. 1954)
- Herschel V. Johnson, politico statunitense (Contea di Burke, n. 1812 - Louisville, † 1880)
- Hiram Johnson, politico statunitense (Sacramento, n. 1866 - Bethesda, † 1945)
- J. Neely Johnson, politico statunitense (n. 1825 - Salt Lake City, † 1872)
- James Johnson, politico statunitense (Contea di Robeson, n. 1811 - Contea di Chattahoochee, † 1891)
- Jeh Johnson, politico statunitense (New York, n. 1957)
- John Albert Johnson, politico statunitense (St. Peter, n. 1861 - Rochester, † 1909)
- Jonathan Johnson, politico olandese (Saba, n. 1976)
- Joseph Johnson, politico statunitense (n. 1785 - Bridgeport, † 1877)
- Jo Johnson, politico britannico (Londra, n. 1971)
- Joseph B. Johnson, politico svedese (Helsingborg, n. 1893 - Springfield, † 1986)
- Keen Johnson, politico statunitense (Contea di Lyon, n. 1896 - Richmond, † 1970)
- Lyndon B. Johnson, politico statunitense (Stonewall, n. 1908 - Stonewall, † 1973)
- Magnus Johnson, politico statunitense (Karlstad, n. 1871 - Litchfield, † 1936)
- Mike Johnson, politico statunitense (Shreveport, n. 1972)
- Prince Johnson, politico e generale liberiano (Tapeta, n. 1952 - Paynesville, † 2024)
- Reverdy Johnson, politico statunitense (Annapolis, n. 1796 - Annapolis, † 1876)
- Richard Mentor Johnson, politico statunitense (Filadelfia, n. 1780 - Filadelfia, † 1850)
- Ron Johnson, politico e imprenditore statunitense (Mankato, n. 1955)
- Sam Johnson, politico e militare statunitense (San Antonio, n. 1930 - Plano, † 2020)
- Timothy P. Johnson, politico statunitense (Canton, n. 1946 - Sioux Falls, † 2024)
- Timothy V. Johnson, politico statunitense (Champaign, n. 1946 - Urbana, † 2022)
- William Samuel Johnson, politico statunitense (Stratford, n. 1727 - Stratford, † 1819)

## Produttori cinematografici(1)
- Mark Johnson, produttore cinematografico e produttore televisivo statunitense (Washington, n. 1945)

## Produttori discografici(1)
- Aaron Johnson, produttore discografico e musicista statunitense (n. 1977)

## Produttrici cinematografiche(1)
- Bridget Johnson, produttrice cinematografica statunitense

## Pseudoscienziati(1)
- Phillip Johnson, pseudoscienziato e saggista statunitense (Aurora, n. 1940 - Berkeley, † 2019)

## Pugili(4)
- Harold Johnson, pugile statunitense (Filadelfia, n. 1928 - Filadelfia, † 2015)
- Harry Johnson, pugile britannico (Hoxton, n. 1887 - Westminster, † 1947)
- Jack Johnson, pugile statunitense (Galveston, n. 1878 - Raleigh, † 1946)
- Marvin Johnson, ex pugile statunitense (Indianapolis, n. 1954)

## Rapper(8)
- Ca$his, rapper statunitense (Chicago, n. 1982)
- Kamaiyah, rapper e cantante statunitense (Oakland, n. 1992)
- Bizarre, rapper statunitense (Detroit, n. 1976)
- Monie Love, rapper e conduttrice radiofonica britannica (Battersea, n. 1970)
- Wordsworth, rapper statunitense (Brooklyn)
- Magic, rapper statunitense (New Orleans, n. 1975 - Hattiesburg, † 2013)
- Paperboy, rapper statunitense (Los Angeles, n. 1969)
- Prodigy, rapper statunitense (Hempstead, n. 1974 - Las Vegas, † 2017)

## Registe(1)
- Susan Johnson, regista e produttrice cinematografica statunitense (Phoenix, n. 1970)

## Registi(12)
- Craig Johnson, regista e sceneggiatore statunitense (Bellingham)
- David C. Johnson, regista e sceneggiatore statunitense (Baltimora, n. 1962)
- Duke Johnson, regista statunitense (St. Louis, n. 1979)
- Jesse V. Johnson, regista, sceneggiatore e stuntman britannico (Winchester, n. 1971)
- Kenneth Johnson, regista, sceneggiatore e produttore televisivo statunitense (Pine Bluff, n. 1942)
- Lamont Johnson, regista e attore statunitense (Stockton, n. 1922 - Monterey, † 2010)
- Lorimer Johnston, regista, attore e sceneggiatore statunitense (Maysville, n. 1858 - Hollywood, † 1941)
- Mark Steven Johnson, regista, sceneggiatore e produttore cinematografico statunitense (Hastings, n. 1964)
- Niall Johnson, regista e sceneggiatore britannico (Sutton Coldfield, n. 1965)
- Nunnally Johnson, regista statunitense (Columbus, n. 1897 - Hollywood, † 1977)
- Rian Johnson, regista, sceneggiatore e musicista statunitense (Silver Spring, n. 1973)
- Tim Johnson, regista statunitense (Chicago, n. 1960)

## Registi teatrali(1)
- Terry Johnson, regista teatrale, drammaturgo e sceneggiatore britannico (n. 1955)

## Religiosi(1)
- Hewlett Johnson, religioso britannico (Manchester, n. 1874 - Londra, † 1966)

## Rugbisti a 15(4)
- Will Johnson, ex rugbista a 15 e allenatore di rugby a 15 inglese (Solihull, n. 1974)
- Will Johnson, rugbista a 15 statunitense (Orange, n. 1984)
- Gavin Johnson, ex rugbista a 15 sudafricano (Louis Trichardt, n. 1966)
- Martin Johnson, rugbista a 15 e allenatore di rugby a 15 inglese (Solihull, n. 1970)

## Saltatrici con gli sci(1)
- Josie Johnson, saltatrice con gli sci statunitense (n. 2006)

## Sassofonisti(1)
- Budd Johnson, sassofonista, clarinettista e arrangiatore statunitense (Dallas, n. 1910 - Kansas City, † 1984)

## Sceneggiatori(2)
- Adrian Johnson, sceneggiatore statunitense (Knoxville, n. 1883 - Los Angeles, † 1964)
- Roan Johnson, sceneggiatore, regista e scrittore italiano (Londra, n. 1975)

## Sciatori alpini(1)
- Bill Johnson, sciatore alpino statunitense (Los Angeles, n. 1960 - Gresham, † 2016)

## Sciatrici alpine(1)
- Breezy Johnson, sciatrice alpina statunitense (Jackson, n. 1996)

## Sciatrici freestyle(1)
- Tess Johnson, sciatrice freestyle statunitense (Vail, n. 2000)

## Scrittori(12)
- Adam Johnson, scrittore statunitense (Dakota del Sud, n. 1967)
- Bryan Stanley Johnson, scrittore, poeta e critico letterario inglese (Londra, n. 1933 - Londra, † 1973)
- Charles R. Johnson, scrittore statunitense (Evanston, n. 1948)
- Denis Johnson, scrittore statunitense (Monaco di Baviera, n. 1949 - Gualala, † 2017)
- Eyvind Johnson, scrittore e traduttore svedese (Svartbjörnsbyn, n. 1900 - Stoccolma, † 1976)
- George Clayton Johnson, scrittore e sceneggiatore statunitense (Cheyenne, n. 1929 - Los Angeles, † 2015)
- Hugh Johnson, scrittore e giornalista inglese (Londra, n. 1939)
- James Weldon Johnson, scrittore e poeta statunitense (Jacksonville, n. 1871 - Wiscasset, † 1938)
- Mat Johnson, scrittore e saggista statunitense (Filadelfia, n. 1970)
- Richard Johnson, scrittore inglese (Londra, n. 1573)
- Stanley Johnson, scrittore e politico britannico (Penzance, n. 1940)
- Uwe Johnson, scrittore tedesco (Cammin, n. 1934 - Sheerness, † 1984)

## Scrittori di fantascienza(1)
- Bill Johnson, scrittore di fantascienza e giornalista statunitense (Webster, n. 1956 - † 2022)

## Scrittrici(5)
- Diane Johnson, scrittrice statunitense (Moline, n. 1934)
- Dorothy M. Johnson, scrittrice statunitense (McGregor, n. 1905 - Missoula, † 1984)
- Pauline Johnson, scrittrice, traduttrice e attivista canadese (Chiefswood, n. 1861 - Vancouver, † 1913)
- Kij Johnson, scrittrice statunitense (Harlan, n. 1960)
- Pamela Hansford Johnson, scrittrice, critica letteraria e poetessa britannica (Londra, n. 1912 - Londra, † 1981)

## Scultrici(1)
- Adelaide Johnson, scultrice e attivista statunitense (Plymouth, n. 1859 - Washington, † 1955)

## Sessuologhe(1)
- Virginia E. Johnson, sessuologa statunitense (Springfield, n. 1925 - Saint Louis, † 2013)

## Stiliste(1)
- Betsey Johnson, stilista statunitense (Wethersfield, n. 1942)

## Storici(3)
- Chalmers Johnson, storico, economista e saggista statunitense (Phoenix, n. 1931 - Cardiff-by-the-Sea, † 2010)
- Edwin Johnson, storico inglese (Upton, n. 1842 - † 1901)
- Paul Johnson, storico, giornalista e saggista britannico (Manchester, n. 1928 - Londra, † 2023)

## Tenniste(1)
- Penny Johnson, ex tennista statunitense (n. 1955)

## Tennisti(3)
- Donald Johnson, ex tennista statunitense (Bethlehem, n. 1968)
- Luke Johnson, tennista britannico (Leeds, n. 1994)
- Steve Johnson, ex tennista statunitense (Orange, n. 1989)

## Tiratori di fune(1)
- Sid Johnson, tiratore di fune statunitense (n. 1877)

## Tiratrici a segno(1)
- Nancy Johnson, tiratrice a segno statunitense (n. 1974)

## Trombonisti(1)
- J. J. Johnson, trombonista e compositore statunitense (Indianapolis, n. 1924 - Indianapolis, † 2001)

## Tuffatori(1)
- Steele Johnson, tuffatore statunitense (Indianapolis, n. 1996)

## Velisti(1)
- Folke Johnson, velista svedese (Stoccolma, n. 1887 - Stoccolma, † 1962)

## Velocisti(7)
- Dameon Johnson, ex velocista statunitense (n. 1976)
- Dennis Johnson, velocista giamaicano (Kingston, n. 1939 - † 2021)
- Joshua J. Johnson, ex velocista statunitense (Dallas, n. 1976)
- Michael Johnson, ex velocista statunitense (Dallas, n. 1967)
- Omar Johnson, velocista giamaicano (n. 1988)
- Patrick Johnson, ex velocista australiano (Cairns, n. 1972)
- Stone Johnson, velocista e giocatore di football americano statunitense (Dallas, n. 1940 - Wichita, † 1963)

## Vescovi cattolici(1)
- William Robert Johnson, vescovo cattolico statunitense (Tonopah, n. 1918 - Orange, † 1986)

## Wrestler(4)
- Cedric Alexander, wrestler statunitense (Charlotte, n. 1989)
- Luke Graham, wrestler statunitense (Union Point, n. 1940 - Georgia, † 2006)
- Rocky Johnson, wrestler e pugile canadese (Amherst, n. 1944 - Lutz, † 2020)
- Sonny King, wrestler statunitense (Carolina del Nord, n. 1945 - Carolina del Nord, † 2024)

## Senza attività specificata(6)
- Brian Johnson, effettista britannico (Surrey, n. 1939)
- Carrie Johnson, britannica (Londra, n. 1988)
- Jane Johnson, statunitense (vicino a Washington - Boston, † 1872)
- Jon Johnson, tecnico del suono statunitense (Wyoming, n. 1954)
- Sydney Johnson, inglese (Andros - Parigi, † 1990)
- Slick, statunitense (Fort Worth, n. 1957)